# Vámos Tibor (villamosmérnök)
Vámos Tibor (Budapest, 1926. június 1. – 2021. május 19.) Széchenyi-díjas villamosmérnök, kutatóprofesszor, a Magyar Tudományos Akadémia rendes tagja.

## Életpályája
Vámos (Weisz) Miklós (1890–1944) banktisztviselő és Rausnitz Ilona fia. 1944-ben a budapesti Madách Imre Gimnáziumban érettségizett, majd munkaszolgálatosként Fertőrákosra került, ahonnan sikerült megszöknie. 1945 áprilisáig többször elfogták, míg végül visszatérhetett a fővárosba. A Budapesti Műszaki Egyetemen 1949-ben szerzett diplomát. Érdeklődési területe eleinte a villamos erőművek és rendszerek folyamatszabályozása volt, később a számítógéptudomány, robottechnika lett. 1950 és 1954 között az Erőmű Beruházási Vállalatnál, majd a Dunai Vasmű építésénél dolgozott építésvezetőként. 1954 és 1958 között rendes aspiráns a Villamosenergetikai Kutatóintézetnél MTA ösztöndíjasként. Kandidátusi disszertációját a dobos szénportüzelésű kazánok terhelésszabályozásáról írta. Kandidátusi (ma PhD) fokozatát 1958-ban védte meg. 1958-tól 1964-ig az Automatizálási Osztály vezetője. 1964-ben akadémiai doktori disszertációját, az erőművek, és energetikai rendszerek dinamikus viselkedése a számítógépes módszerek hazai alkalmazása témában védte meg.
1964-ben Benedikt Ottóval és Csáki Frigyessel megalapítja az MTA Automatizálási Kutató Intézetet, a mai SZTAKI egyik elődintézményét. 1974-ben a sikeres működés eredményeképpen alakult meg a vezetése alatt az Automatizálási Kutató Intézet és az MTA Számítástechnikai Központ egyesítésével a mai SZTAKI. 1969-től a Budapesti Műszaki Egyetem professzora. 1964-től 1985-ig az MTA SZTAKI igazgatója, 1986 óta a Magyar Tudományos Akadémia Számítástechnikai és Automatizálási Kutató Intézet Intézeti Tanácsának elnöke. 1990-től a CEU (Central European University, Budapest) Tudományos Programja mellett működő kuratórium elnökeként dolgozott. 1992–1993-ban a George Mason University, Fairfax/VA Distinguished Visiting professzora, 1993 és 1994-ben pedig a George Mason University Distinguished Affiliate professzora.
1995 februárjában a Magyar Auschwitz Alapítvány elnökévé választották. A szervezetből jött létre a Holokauszt Múzeum és Emlékalapítvány, melynek vezetéséről 2003-ban mondott le.

## Munkássága

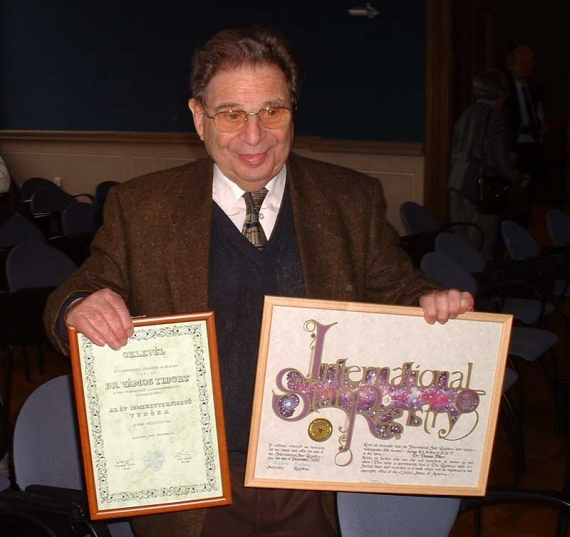
Az év tudósa díj 2005

Az MTA SZTAKI igazgatójaként már a 70'-es években nagy figyelemmel kezelte azokat az Európában is kezdeti szakaszban lévő kutatásokat, melyeknek a távadat-feldolgozás, a távoli számítógéprendszerek összekapcsolása volt a célja. A magyarországi adatkommunikáció szülőatyjaként, a mesterséges intelligencia úttörőjeként tartják számon, aki tevőlegesen részt vett a számítógép-hálózati rendszerek fejlesztésében, használatuk országos programmá szélesítésében. Bakonyi Péter és Csaba László vezetésével 1998-ra egy olyan kapcsolóeszköz került kifejlesztésre, amellyel már lehetőség nyílt az X25-ös protokoll használatával számítógépek összekapcsolására, illetve adatkommunikációra.
Hazánkban első volt abban, hogy összefüggéseiben elemezte az információs társadalom alapkérdéseit, követelményeit és hatását a társadalmi és gazdasági rendszer megújítására, a személyi szabadságjogokra.
Szakterületei: nagy rendszerek folyamatirányítása, tudás alapú rendszerek, tudásreprezentáció, tudáskinyerés, tudáselmélet, robotlátás, alakfelismerés.
Nemzetközi folyóiratok szerkesztőbizottsági tagja, publikációinak száma meghaladja a 270-et.

## Főbb művei
- Nagy ipari folyamatok irányítása, A számítógépes irányítás kezdő lépései[halott link], Akadémiai Kiadó, Budapest (1970)
- Tárgyfelismerési kísérlet nyelvi módszerekkel : Akadémiai székfoglaló (1974)
- Applications of Synactic Pattern Recognition (1977), társszerző
- Progress in Pattern Recognition (1981), társszerző
- Hazánk és a műszaki haladás, Magvető Kiadó, Budapest (1984)
- Computer Epistemology, Számítógépes ismeretelmélet (1991)
- The Neumann Compendium (1995), társszerkesztő
- The Handbook of Applied Expert Systems (1997), társszerző

## Publikációk

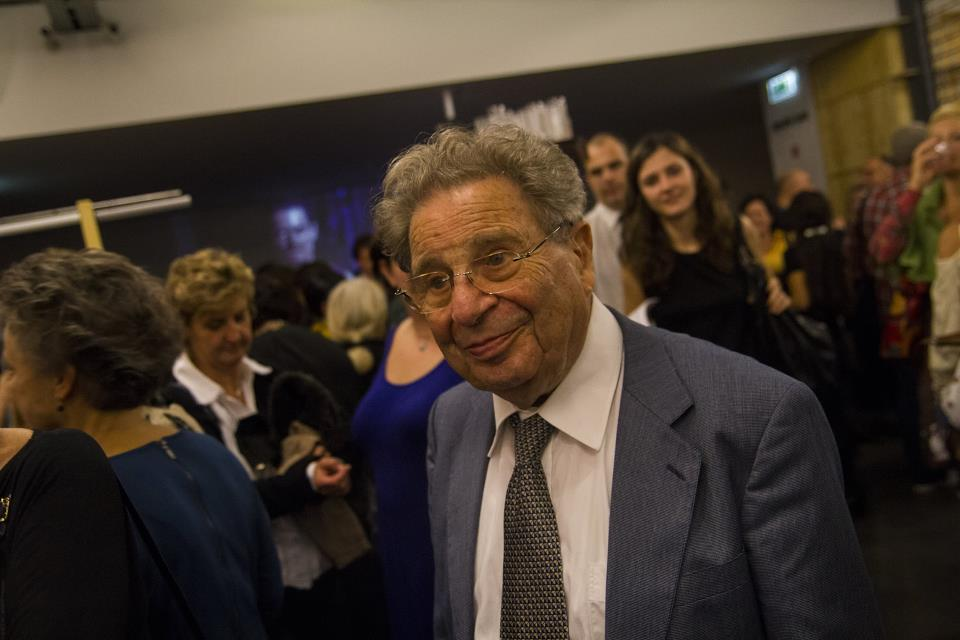
A „Katona 30” gálaest előtti összejövetelen (Kékes Szaffi felvétele)

- Digitális hanghordozók
  - A mesterséges intelligencia és a Scotland Yard (Artifical Intelligence and Scotland Yard), CD-ROM multimédiás tankönyv, Szerző: Vámos Tibor és Kozári Hilda

### 1985–2002
- Publikációk listája

### 2006
- Gábor Dénes a választott ideál, Fizikai Szemle, 2000/6. 210. o.

## Film
- Reformgondolatok, magyar dokumentumfilm (1984), szereplő
- A döntés[halott link], DEGA Filmstúdió, kortörténeti tanulmány (1998), szereplő

## Előadások
- Digitális közmű, MTA (2009)

## Interjúk
- Globális agora születik., 2005. május 20.

## Szervezeti tagságai
- Az MTA levelező tagja (1973)
- Az MTA rendes tagja (1979)
- Az MTA irányító testületének tagja (1980)
- A Nemzetközi Automatizálási Szövetség (IFAC, International Federation of Automatic Control), elnöke (1981–1984)
- A Neumann János Számítógéptudományi Társaság (NJSZT) elnöke (1978–1985)
- Institute of Electrical and Electronics Engineers Inc. (IEEE) Fellow tagja (1986–)
- A Tallinni Műszaki Egyetem díszdoktora (1986–)
- Az IFAC életfogytiglani tanácsadója (1987–), Life Time Advisor
- Az NJSZT Tiszteletbeli elnöke (1987–)
- Osztrák Számítógép Társulat (1992), tiszteletbeli tag
- Osztrák Kibernetikai Kutató Társulat (1994)
- Magyar Ókortudományi Társaság tiszteleti tagja (1999)
- A TMTT, Technika-, Mérnök- és Tudománytörténet Doktori Iskola Szakmai Doktori Tanács tagja (2002)
- Automatizálási és Számítástechnikai Bizottság
- Informatikai Bizottság
- Magyar Tudomány (szerkesztőbizottság)

## Díjai, elismerései
- A Műszaki tudományok kandidátusa (1958)
- A Műszaki tudományok doktora (1964)
- Állami Díj (1983) Az ipari robotok hazai kutató-fejlesztő rendszerének létrehozásáért, tudományos életünk egészét eredményesen szolgáló, irányító, iskolateremtő tevékenységéért.
- IFAC-érem (1990)
- Chorafas-díj, Svájci Akadémia (1994)
- A Magyar Köztársasági Érdemrend középkeresztje (1996)
- A XIII. kerület díszpolgára (2003)
- Az Év Ismeretterjesztő Tudósa díj (2005) (A díjjal együtt a Tudományos Újságírók Klubja (TÚK) vezetőitől egy különleges ajándék is társult: az Auriga (Szekeres) csillagkép egyik tagja ezentúl Vámos Tibor nevét viseli.)[11]
- Neumann János emlékplakett (2006): tudományos életművéért
- Széchenyi-díj (2008)
- Radnóti Miklós antirasszista díj (2009)